# الكنيسة القديمة سانت كروا (تونس)

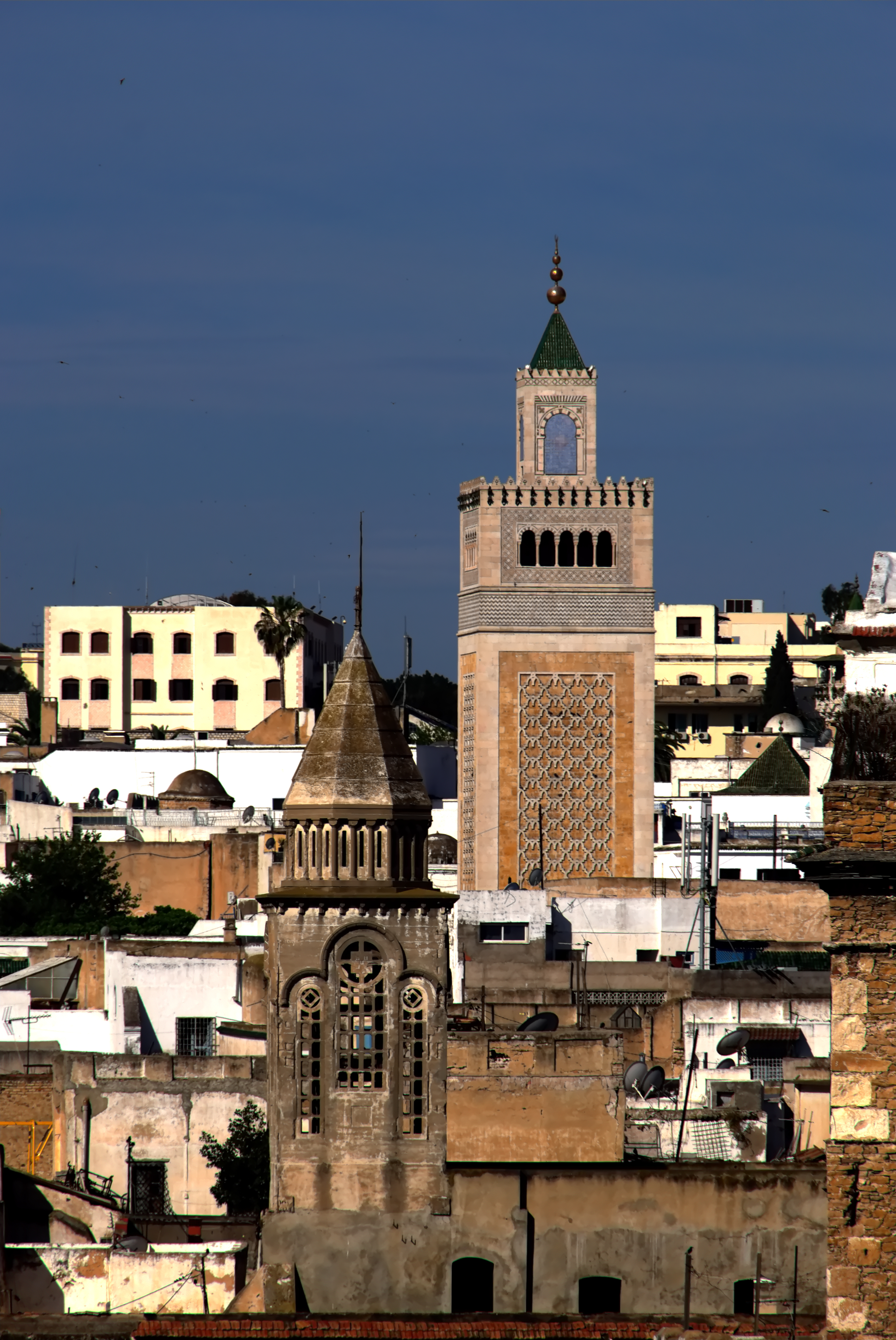
برج جرس الكنيسة في المقدمة، مع مئذنة جامع الزيتونة في الخلفية

تقع الكنيسة القديمة سانت كروا (بالفرنسية:Cathédrale de Sainte-Croixِ)في مدينة تونس العتيقة. وهي كنيسة كاثوليكية رومانية بنيت في عام 1837 في مدينة تونس العتيقة. قبل الحماية الفرنسية في تونس. أعطيت للحكومة التونسية في عام 1964، وهي تضم الآن مكاتب البلدية.

## الموقع

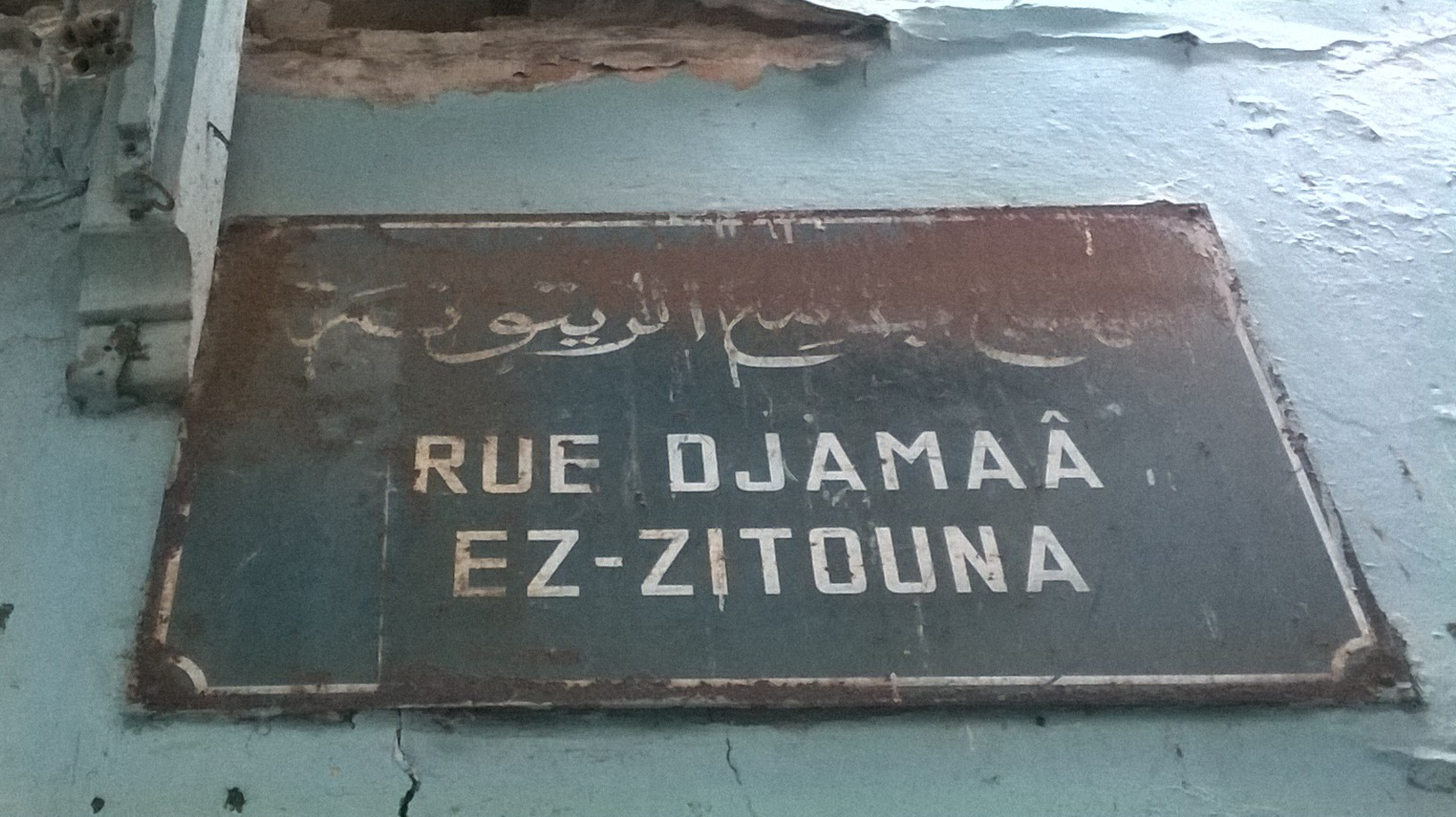
لوحة معدنية تشير إلى نهج جامع الزيتونة

تقع الكنيسة في نهج جامع الزيتونة في مدينة تونس العتيقة.

## المباني الأولى
هذه الكنيسة هي أول كنيسة صغيرة منذ اختفاء الطوائف المسيحية في القرن الحادي عشر. جاء ظهور هذه الكنيسة بسبب إستيطان عدد كبير من المدانين من العبيد المسيحيين الذين تم أسرهم من قبل.
وفي عام 1720، مُنح الأب فرانشيسكو خيمينيز، من الآباء الثالوثيين، إذنًا ببناء مستشفى بالقرب من سجن سانت كروا. تم افتُتِح المبنى في 23 يونيو 1723. وظلت المؤسسة تعمل منذ ما يُقرب من قرن من الزمن تحت اسم "المستشفى الملكي للقديس يوحنا جون ماثا"، حيث جمعت العبيد المسيحيين ورعايتهم وترحاب المؤمنين في مصلها. أدت الصعوبات المالية وحظر العبودية في عام 1816 إلى تضهور أحوال المستشفى، الذي اشتراه المحافظ الرسولي لرعية سانت كروا.

## بناء الكنيسة
الزيادة في عدد السكان المسيحيين تجعل من الضروري بناء مكان أكبر للعبادة بدلًا من الكنائس الصغيرة التي بنيت للعبيد المسيحيين من قبل.

## التاريخ
تم بناء الكنيسة سنة1662 من قبل الجالية المسيحية بتونس ثم وقع ترميمها سنة 1848 بأمر من أحمد باي بن مصطفى الذي وهب لهذا الغرض قطعة من الأرض لإتمام أشغال التوسعة. 
توقفت النشاطات الدينية والاحتفالات بالكنيسة سنة1897، إثر بناء كاتدرائية تونس (cathédrale Saint-Vincent-de-Paul)، لهذا السبب أمر الكاردينال شارل مارسيال لافيجري بتدنيس الكنيسة. 

## عمارة الكنيسة
تتكون الكنيسة بالإضافة إلى قاعة العبادة من مستشفى مجاور كان مسخرا لرعاية ومداوات السجناء الكاثوليك.
بدون جناح الكنيسة، تتكون كنيسة سانت كروا من صحن رئيسي وممرين تفصل بينهما أقواس نصف دائرية ترتكز على ثمانية أعمدة رخامية تعلوها تيجان رومانية أيونية. ويزين نفس الشكل الزخرفي المفاتيح القوسية والعوارض الداعمة للحواف، والتي يرتكز عليها رواق دائري يطل على الصحن الذي يفصله عنه درابزين من الحديد المطاوع.
الكنيسة مضاءة باثنتي عشرة نافذة، ستة على كل جانب، يُمكن الوصول إليها فقط من الرواق العلوي. مجهزة حاليًا بنوافذ شفافة، رُبما كانت لها نوافذ الزجاج الملون في الأصل.

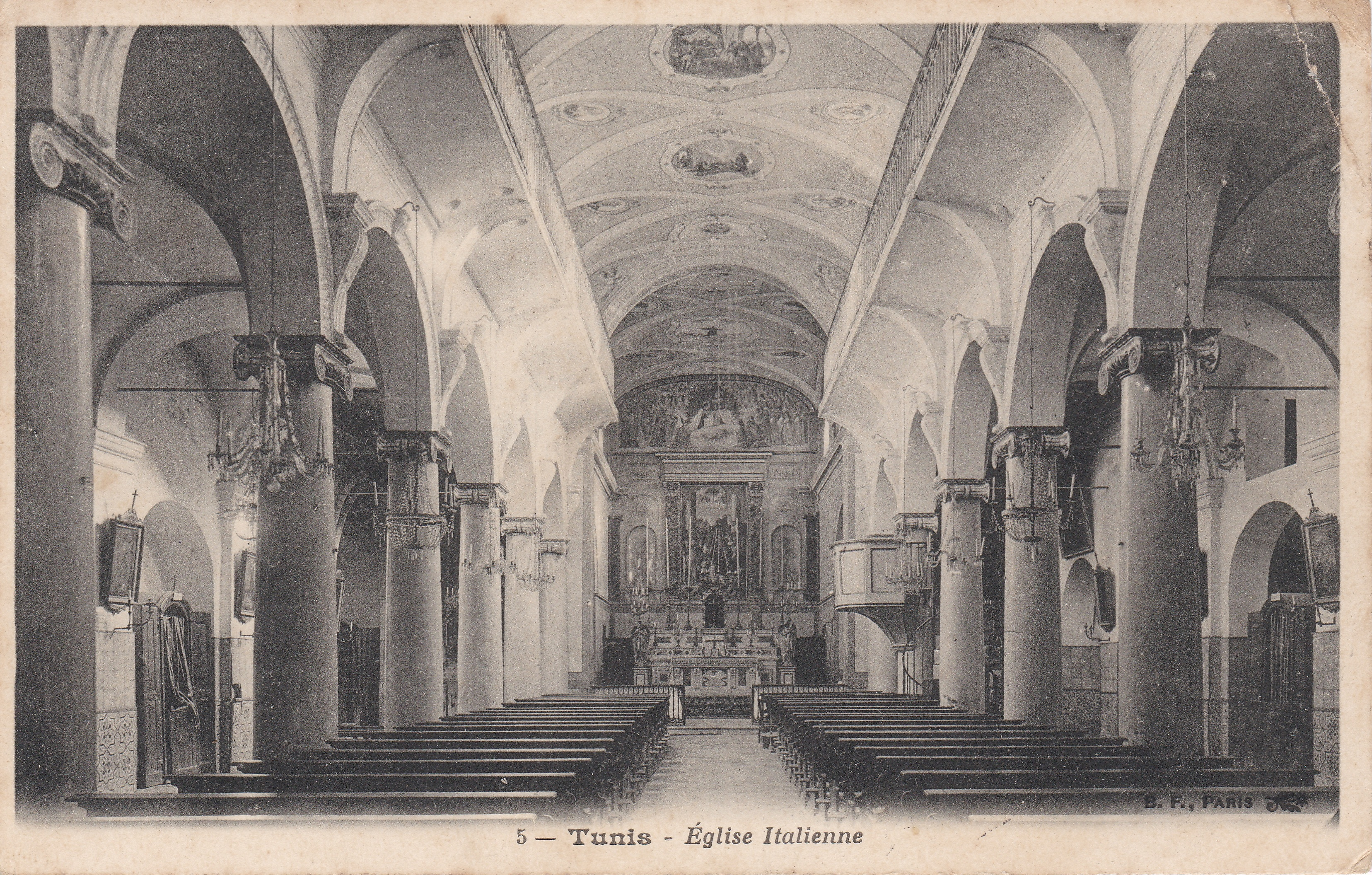
بطاقة بريدية تظهر صحن الكنيسة
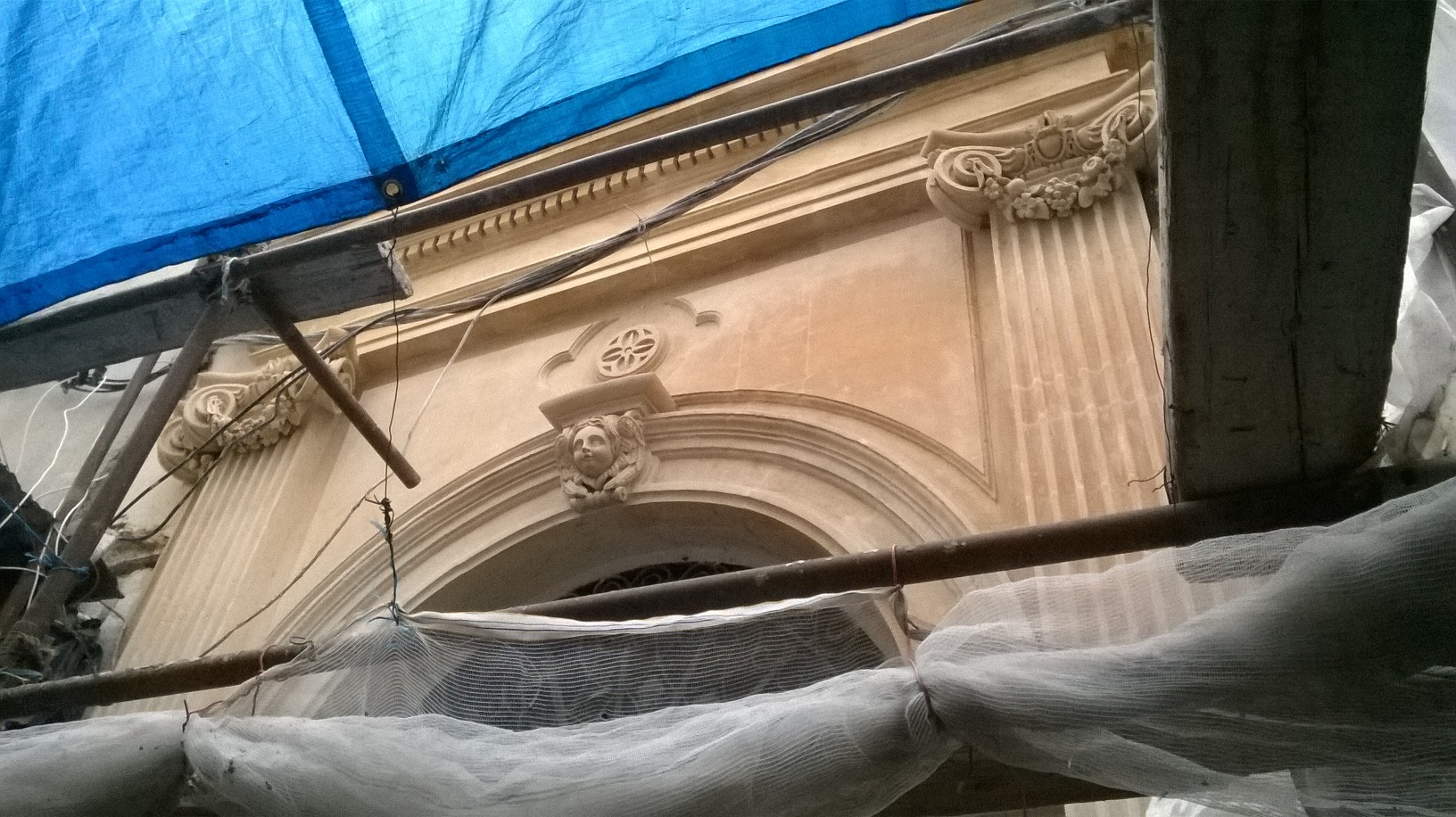
واجهة منزل القسيس في طور الترميم
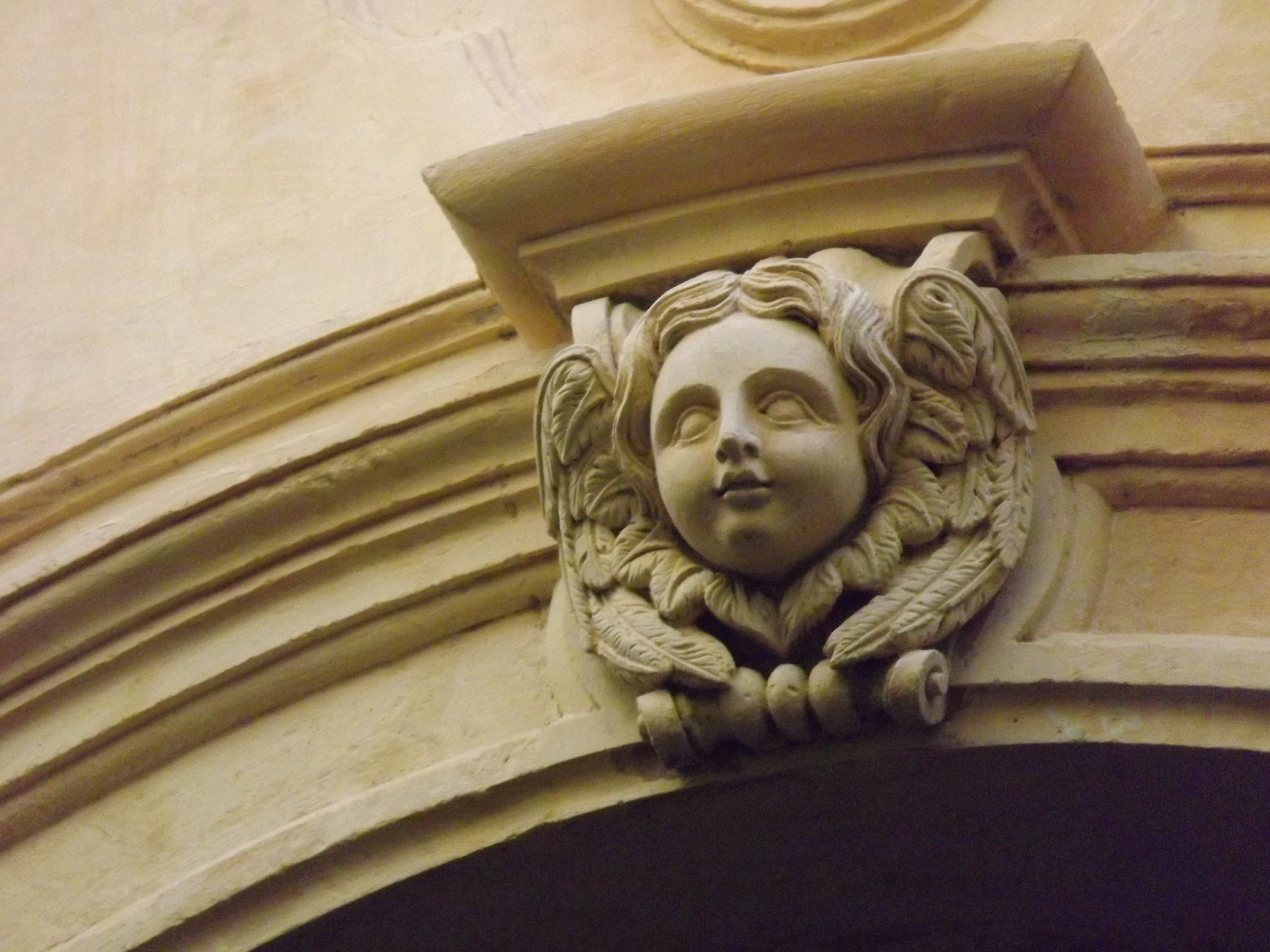
تفاصيل من نحت قوس واجهة منزل القسيس تمثل ملاك

## بعد الاستقلال
عند الإعلان عن مفاوضات بين الحكومة التونسية والفاتيكان حول مستقبل الكنيسة الكاثوليكية في البلاد، اقترح مركز أبحاث مكون من كهنة رعية سانت كروا التنازل عن كاتدرائية مدينة تونس، للحفاظ على كنيسة الصليب المقدس، وهي أول كنيسة في البلاد.
أُغلت الكنيسة أخيرًا بمناسبة التسوية المؤقتة الموقعة بين الحكومة التونسية والفاتيكان بتاريخ 10 يوليو 1964. تغير اسم شارع الكنيسة ليأخذ اسم مسجد الزيتونة ( جامع الزيتونة).

## الكنيسة اليوم
كان مبنى الكنيسة مقرا لدائرة بلديّة تونس التي تم تحويلها الآن إلى باب بنات. أمّا اليوم فإن الكنيسة و منزل القسيس المجاور لها في طور الترميم.